# باشگاه فوتبال کرانگ تای بانک
باشگاه فوتبال کرانگ تای بانک یک باشگاه فوتبال حرفه ای تایلندی مستقر در بانکوک بود.

## افتخارات
- لیگ برتر فوتبال تایلند:
  - قهرمانی (۲)
- جام خور رویال (دسته دوم):
  - قهرمانی (۱)
- جام اتحادیه باشگاه‌های تایلند:
  - قهرمانی (۱)
- جام خور رویال:
  - قهرمانی (۲)